# Casimir I van Opole
Casimir I van Opole (circa 1178/1179 - 13 mei 1230) was van 1211 tot 1230 hertog van Opole. Hij stamde uit het de Silezische tak van het huis Piasten.

## Levensloop
Hij was de zoon van hertog Mieszko I Krombeen van Opole, die van 1210 tot 1211 onder de naam Mieszko IV ook groothertog van Polen was, en een zekere Ludmila, die vermoedelijk uit het Boheemse huis Přemysliden stamde. Rond het jaar 1212 huwde hij met Viola van Hongarije en kreeg met haar volgende kinderen:
- Mieszko II (circa 1220 - 1246), van 1230 tot 1246 hertog van Opole
- Wladislaus I (circa 1225 - 1282), van 1246 tot 1282 hertog van Opole
- Wenzeslawa (circa 1226/1228 - na 1230), werd zuster in Czarnowąsy
- Euphrosina (circa 1228/1230 - 1292), huwde eerst met hertog Casimir I van Koejavië en daarna met hertog Mestwin II van Pommeren

In 1211 volgde hij zijn vader op als hertog van Opole en resideerde vermoedelijk in de stad Opole. In 1217 schonk hij bepaalde privileges en stadsrechten aan de inwoners van Opole en Racibórz. Ook liet hij in 1222 de migratie van Duitsers naar het bisschoppelijk gebied rond de stad Ujazd toe. Hij gaf eveneens privileges aan de Duitse inwoners van de steden Kosenthal en Zülz en in 1226 deed hij een grote schenking aan het klooster van Lubiąż. 
In 1230 overleed Casimir I. Omdat zijn zoons nog minderjarig waren, werd hertog Hendrik I van Silezië regent. 